# ویپسانیا آگریپینا
ویپسانیا آگریپینا (انگلیسی: Vipsania Agrippina؛ ۳۶ پیش از میلاد – ۲۰ میلادی (سن ۵۵–۵۶)) اهل روم باستان بود. اولین همسر امپراتور روم تیبریوس بود. او دختر مارکوس ویپسانیوس آگریپا و
پومپونیا کاسیلیا آتیکا بود، بنابراین نوه تیتوس پومپونیوس آتیکوس بهترین دوست سیسرون بود.